# نهر كينولت
نهر كينولت نهر يقع على شبه الجزيرة الأولمبية في ولاية واشنطن الأمريكية. ينبع في عمق الجبال الأولمبية في الحديقة الأولمبية الوطنية. يتدفق الجنوب الغربي عبر وادي مسحور إلى مقابل وادي كينولت. على بعد عدة أميال فوق بحيرة كينولت ينضم إلى النهر رافده الرئيسي نهر نورث فورك كينولت. يُطلق أحيانًا على نهر كينولت الجذع الرئيسي فوق هذا التقاء نهر إيست فورك كينولت. أسفل ملتقى النهر يمثل النهر حدود المنتزه الأولمبي الوطني لعدة أميال قبل أن يصب في بحيرة كينولت. بعد البحيرة يتدفق نهر كينولت إلى الجنوب الغربي ويصل إلى المحيط الهادئ في تاهولا. من بحيرة كوينولت إلى المحيط، يحتوى النهر ضمن محمية كينولت الهندية.

## روابط خارجية
- U.S. Geological Survey Geographic Names Information System: North Fork Quinault River, USGS GNIS entry
- Quinault Indian Nation